# Eili Grøn
Eili Grøn (13. juni 1885 på Strårup ved Kolding – 5. februar 1958) var datter af jægermester, direktør i Forsikrings-Akts. Skandinavia Austin Nordborg Grøn og hustru Charlott f. Albeck.
Hun var på studieophold ved teologisk College Edinburgh 1920 og indehaver af L.J. Grøn og Hustrus familiefideikommis.
Hun var medlem af bestyrelsen for M.E. Grøn & Søn, Konfirmandforeningen af 1859 fra 1916, medlem af bestyrelsen for KFUK's hovedforening 1918-38 og for Danske Kvinders Velfærd 1927-37 samt formand for KFUK's afdeling for handels- og kontordamer 1937-43.